# Vecteur aléatoire
Un vecteur aléatoire est aussi appelé variable aléatoire multidimensionnelle.

## Définition
Un vecteur aléatoire est une généralisation à n dimensions d'une variable aléatoire réelle. Alors qu'une variable aléatoire réelle est une fonction qui à chaque éventualité fait correspondre un nombre réel, le vecteur aléatoire est une fonction X qui à chaque éventualité fait correspondre un vecteur de {\displaystyle \mathbb {R} ^{n}} :
{\displaystyle X:\omega \mapsto X(\omega )=(X_{1}(\omega ),X_{2}(\omega ),\dots ,X_{n}(\omega ))}
où ω est l'élément générique de Ω, l'espace de toutes les éventualités possibles.
Les applications X1, ..., Xn sont des variables aléatoires réelles appelées composantes du vecteur aléatoire X. On note alors X = (X1, ..., Xn).
Une application X de {\displaystyle (\Omega ,{\mathcal {F}})} (définie sur Ω), à valeurs dans l'espace {\displaystyle \mathbb {R} ^{n}} muni de la tribu des boréliens de {\displaystyle \mathbb {R} ^{n}}, est un vecteur aléatoire si elle est mesurable.

## Fonction de répartition
Soit {\displaystyle X=(X_{1},\dots ,X_{n})} un vecteur aléatoire. Sa fonction de répartition {\displaystyle F:\mathbb {R} ^{n}\to \mathbb {R} } est ainsi définie :
{\displaystyle F(x_{1},\dots ,x_{n})=\mathbb {P} ((X_{1}\leq x_{1})\cap \cdots \cap (X_{n}\leq x_{n}))}

## Indépendance de vecteurs aléatoires

### Définition
Deux vecteurs aléatoires sont indépendants si et seulement si la probabilité que ces vecteurs prennent une valeur donnée est égale au produit des probabilités que chaque vecteur prenne une valeur donnée. De plus la covariance des deux vecteurs est nulle.

### Exemple
Soit {\displaystyle (\Omega ,{\mathcal {T}},\mathbb {P} )} un espace probabilisé. On pose trois vecteurs aléatoires.
{\displaystyle X(\Omega )=\{x_{1},...,x_{p}\},\,Y(\Omega )=\{y_{1},...,y_{q}\},\,Z(\Omega )=\{z_{1},...,z_{r}\}.}
Par leur indépendance, on a :
{\displaystyle \mathbb {P} (X=x_{i},Y=y_{j},Z=z_{k})=\mathbb {P} (X=x_{i})\cdot \mathbb {P} (Y=y_{j})\cdot \mathbb {P} (Z=z_{k}),\ \forall i\in [\![1;p]\!],j\in [\![1;q]\!],k\in [\![1;r]\!].}

## Vecteur gaussien

### Définition
Un vecteur aléatoire de dimension n est un vecteur gaussien si toute combinaison linéaire de ses composantes est une variable gaussienne.
Définition — Soit X = (X1, ..., Xn) un vecteur aléatoire. X est gaussien si et seulement si, pour toute suite (a1, ..., an) de nombres réels, la variable aléatoire 
est une variable gaussienne.

### Propriétés
- Soit {\displaystyle \displaystyle X} un vecteur gaussien à valeurs dans {\displaystyle \displaystyle \mathbb {R} ^{p}}. On note {\displaystyle \displaystyle m\ }son espérance et {\displaystyle \displaystyle \Sigma } sa matrice de covariance. Soit {\displaystyle \displaystyle A\in M_{n,p}(\mathbb {R} )\ }et {\displaystyle \displaystyle b\ \in \mathbb {R} ^{n}}. Alors le vecteur aléatoire {\displaystyle \displaystyle AX+b} est gaussien, son espérance est {\displaystyle \displaystyle Am+b} et sa matrice de covariance {\displaystyle \displaystyle A\Sigma A^{T}}.
- Étant donné un vecteur gaussien {\displaystyle X=(X_{1},\ldots ,X_{n})}, alors chacune de ses composantes suit une loi gaussienne. En effet, pour tout {\displaystyle \displaystyle i\in [\![1,n]\!]}, on peut écrire : {\displaystyle X_{i}=\sum _{j=1}^{n}\delta _{ij}X_{j}}, où {\displaystyle \delta _{ij}} est le symbole de Kronecker.
- En revanche, la réciproque est fausse, on peut avoir toutes les composantes d'un vecteur {\displaystyle X} qui suivent chacune une loi gaussienne, sans pour autant que {\displaystyle X} soit un vecteur gaussien. Par exemple, si {\displaystyle X} et {\displaystyle \varepsilon } sont des variables aléatoires indépendantes de lois respectives gaussiennes centrée réduite et de Rademacher, {\displaystyle X+\varepsilon X} admet {\displaystyle 0} comme atome et ne suit donc pas une loi gaussienne, donc {\displaystyle (X,\varepsilon X)} n'est pas un vecteur gaussien. Cependant, {\displaystyle X} et {\displaystyle \varepsilon X} suivent une loi gaussienne centrée réduite.
- Soit {\displaystyle \displaystyle (X_{i})_{1\leqslant i\leqslant n}}une famille de variables aléatoires réelles gaussiennes et indépendantes. Alors le vecteur aléatoire {\displaystyle \displaystyle (X_{1},...,X_{n})} est gaussien.

### Construction d'un vecteur gaussien à partir de sa matrice de covariance
Il est notable que toute matrice définie positive est la matrice de covariance d'un vecteur gaussien. De plus on peut déterminer un unique vecteur gaussien à partir de cette matrice et d'un vecteur réel (correspondant au vecteur des moyennes du vecteur gaussien).
Propriété — Soit Γ une matrice réelle définie positive de taille n × n, et μ un vecteur de taille d.
Il existe un unique vecteur gaussien X = (X1, ..., Xn) dont Γ est la matrice de covariance et μ est le vecteur de moyenne.
On note {\displaystyle X\sim {\mathcal {N}}(\mu ,\Gamma )} le vecteur gaussien associé à μ et Γ.
De plus, on peut calculer la densité de ce vecteur gaussien.
Propriété —  Soit {\displaystyle X\sim {\mathcal {N}}(\mu ,\Gamma )}. 
Sa densité fX(u) s'exprime (avec {\displaystyle x\in \mathbb {R} ^{d}} et d dimension de X) :
Enfin, on peut noter cette relation entre X vecteur gaussien et un vecteur de lois normales centrées réduites indépendantes :
Propriété —  Soit {\displaystyle X\sim {\mathcal {N}}(\mu ,\Gamma )}. 
avec A matrice racine carrée de Γ, μ vecteur des moyennes et Z vecteur aléatoire dont les composantes sont indépendantes et suivent une loi normale {\displaystyle {\mathcal {N}}(0,1)}

### Fonction caractéristique
On peut calculer la fonction caractéristique d'un vecteur gaussien :
Propriété —  Soit {\displaystyle X\sim {\mathcal {N}}(\mu ,\Gamma )}. 
Sa fonction caractéristique ΦX(u) s'exprime (avec {\displaystyle u\in \mathbb {R} ^{d}}) : 
On peut notamment lire directement les caractéristiques d'un vecteur gaussien sur sa transformée de Fourier. En effet, si {\displaystyle X=(X_{1},\ldots ,X_{n})} est un vecteur gaussien de fonction caractéristique définie par :
Alors son vecteur de moyenne est donné par {\displaystyle \mu =(\mu _{i})_{1\leq i\leq n}} et sa matrice de covariance par {\displaystyle \Gamma =(\Gamma _{ij})_{1\leq i,j\leq n}}.